# Rocas Coloradas
Pour les articles homonymes, voir Rocas.
Rocas Coloradas est une localité rurale argentine située dans le département d'Escalante, dans la province de Chubut.

## Accès
L'unique accès à la localité se fait par la route provinciale 1 depuis Caleta Córdova, car le tronçon entre cette localité et Puerto Visser n'existe pas, bien qu'il y ait un projet pour le compléter jusqu'à Camarones. En 2012, la Direction provinciale des routes a travaillé à l'élévation de talus et au gravillonnage partiel du tronçon susmentionné, reliant ainsi cette localité à Caleta Córdova ; de cette façon, le tronçon de la route 1 qui commence dans le quartier du 25 mai de Comodoro et se termine dans cette localité est consolidé.

## Caractéristiques géologiques
Les sols sont à texture grossière, de couleur rougeâtre, pierreux et sableux, avec très peu de matière organique et une réaction faiblement alcaline. Il y a une abondance de cailloux et de cendres volcaniques. En partant de la mer, le relief se présente comme une succession de terrasses et de plateaux aplatis ou légèrement ondulés, avec des chaînes de montagnes basses aux bords arrondis et polis, usés par l'érosion intense à laquelle ils ont été soumis. À proximité se trouve également une forêt pétrifiée.

## Description
La localité était autrefois habitée par une estancia et un petit groupe de petites maisons qui vivaient de l'agriculture et d'une source peu profonde. Désormais, le hameau et ses habitations sont complètement inhabités et abandonnés. Malgré le fait qu'il s'agisse d'un terrain vague difficilement accessible et dépourvu de routes de terre consolidées, Rocas Coloradas continue d'attirer le tourisme local et national. Le site est un point stratégique pour le motocross et les excursions en 4x4 vers le plateau et les plages environnantes. La difficulté de ne pas avoir de routes normales ou inexistantes fait que ces véhicules tout-terrain doivent se frayer un chemin le long des plages ou dans la steppe du plateau patagonien. Ces actions sont néfastes pour la flore et la faune et provoquent l'érosion du terrain.
D'autre part, le site est fréquenté par les pêcheurs qui sont attirés par la faune marine en grand nombre et de tailles variées. C'est ici qu'en 2009, deux pêcheurs ont pu trouver un requin de 160 kg. Rocas Coloradas est également populaire pour le cyclisme tout-terrain Enfin, les plages de Bahía Solano et Playa El Guanaco Muerto sont populaires auprès de ceux qui souhaitent profiter des eaux pures, calmes et cristallines pendant l'été.